# Um er-Rasas
Den historiska staden Um er-Rasas (arabiska Umm Arrasas) eller Kastron Mefa’a är en arkeologisk plats i mellersta Jordanien cirka 70 km sydöst om huvudstaden Amman.
Platsen upptogs på Unescos världsarvslista 2004.

## Historia
Staden omnämns såväl i det Gamla Testamentet som det Nya Testamentet och tros har haft sin storhetstid åren 300 till 900-talet. De arkeologiska fynden visar lämningar från Romarriket, det  Bysantinska riket och Umayyader.

## Byggnader
Större delen av området har ännu inte blivit utforskad. Bland det utgrävda byggnaderna kan nämnas
- Bysantinska tornet

liten bit utanför själva staden, ca 15 m hög men saknar såväl ingång som trappor
- Tabulakyrkan
- Militärförläggningen

ett befäst läger med en yta på ca 140 x 160 m, användes troligen av romerskt kavalleri
- Lejonkyrkan
- Stefanoskyrkan

med en välbevarad golvmosaik som föreställer en stor karta över Heliga landet